# Офелія (фільм, 2018)
«Офелія» (англ. Ophelia) — британо-американська романтична драма 2018 року режисера Клер Мак-Карті та сценариста Семі Челлас про однойменного персонажа з п'єси Вільяма Шекспіра «Гамлет». Фільм створений за мотивами роману Лізи Клейн і розповідає про Гамлета з погляду Офелії. Головну роль виконала Дейзі Рідлі, крім того, Наомі Воттс, Клайв Овен, Джордж Мак-Кей, Томас Фелтон та Девон Террелл зіграли у фільмі.
Прем'єра стрічки відбулась на кінофестивалі «Санденс» у 2018 році. Фільм мав обмежений реліз 28 червня 2019 року, після чого був цифровий випуск 2 липня 2019 року компанією IFC Films. «Офелія» отримала змішані відгуки, але акторська гра Рідлі була визнана кінокритиками.

## Сюжет
Непокірну дитину, Офелію (Дейзі Рідлі), яка виховувалась без матері, королева Гертруда (Наомі Воттс) бере в замок Ельсінор як одну з найбільш довірених фрейлін. Незабаром Офелія відчуває прихильність молодого принца Гамлета (Джордж Мак-Кей). Між ними таємно розпалюється пристрасний роман, коли королівство знаходиться на межі війни через власні політичні інтриги та зради. Після вбивства батька Гамлета, розум принца починає прагнути ненаситної помсти. Офелія має вибирати між своєю справжньою любов'ю та власним життям.

## У ролях
| Актор         | Роль                 |
| ------------- | -------------------- |
| Дейзі Рідлі   | Офелія               |
| Наомі Воттс   | Гертруда / Мехтільда |
| Анна Раст     | молода Мехтільда     |
| Клайв Овен    | Клавдій              |
| Джордж МакКей | Гамлет               |
| Томас Фелтон  | Лаерт                |
| Девон Террелл | Гораціо              |
| Домінік Мафем | Полоній              |
| Дейзі Гед     | Крістіна             |

## Виробництво
4 травня 2016 року, було оголошено, що Дейзі Рідлі і Наомі Воттс будуть зніматися у драмі «Офелія» на основі однойменного персонажа п'єси Вільяма Шекспіра, за романом Лізи Клейн. Режисером стрічки стала Клер Мак-Карті, сценаристом — Семі Челлас. Фінансуванням виробництва займалася Covert Media, а продюсуванням — Деніел Бобкер, Ерен Крюгер і Сара Кертіс. Берт Маркус став виконавчим продюсером фільму. Музику написав Стівен Прайс.
Зйомки фільму розпочалися у квітні 2017 року, перше зображення вийшло у травні. Основне виробництво завершилося 6 липня 2017 року.

## Випуск
Прем'єра відбулась на кінофестивалі «Санданс» 22 січня 2018 року. У лютому 2019 року IFC Films придбала американські права на розповсюдження фільму. Він вийшов у кінотеатрах 28 червня 2019 року. Цифровий реліз відбувся 2 липня 2019 року.

## Сприйняття

### Критика
Фільм отримав неоднозначні відгуки, вихваляючи постановку, режисерську роботу та акторську гру, особливо Рідлі, але критикуючи сценарій. На сайті Rotten Tomatoes фільм має рейтинг схвалення 60 % на основі 112 оглядів. Консенсус критиків сайту зазначає: «Нікчемний, але інтригуючий, Офелія використовує Гамлета як відправну точку для благородної спроби запропонувати невірно зрозумілий характер давно втраченої сили». Metacritic дав йому оцінку 60 на основі 22 критиків, вказуючи на «змішані або середні відгуки».
Додаткові огляди вказують на те, що фільм є «зворушливим, сп'яніючим, нав'язливим: найбільш візуально приємний фільм цього року» і що це «справжня розвага», як «Дейзі Рідлі виконує першокласну роботу в головній ролі». Інші публікації також похвалили Рідлі, посилаючись на те, що «Дейзі Рідлі, можливо, народилася для виконання таких типів ролей, тому що Офелія сильна і потужна, як і Рей» і вона дає «прекрасну виставу». Rotund Reviews зазначає, що вони «не можуть похвалити цей фільм достатньо і настійно рекомендують переглянути його». Film Frenzy заявляє, що фільм «пропонує образний переказ визнаного шедевра з альтернативної ПОВ», і це «безумовно, варто переглянути й милуватись». Flixist також сказав, що фільм є «переконливим», «візуально дивовижним», і «музика була однією з [його] улюблених частин фільму: переконлива, сильна, унікальна». RogerEbert.com похвалив фільм, заявивши, що він містить «мужність, інтелект, доброчесність і силу», а The Wrap погоджується, що це «пишна, розумна адаптація».

### Номінації та нагороди
| Нагороди та номінації фільму «Офелія» | Нагороди та номінації фільму «Офелія»    | Нагороди та номінації фільму «Офелія» | Нагороди та номінації фільму «Офелія» | Нагороди та номінації фільму «Офелія» | Нагороди та номінації фільму «Офелія» |
| Рік                                   | Кінофестиваль/кінопремія                 | Категорія/нагорода                    | Номінант                              | Результат                             |                                       |
| ------------------------------------- | ---------------------------------------- | ------------------------------------- | ------------------------------------- | ------------------------------------- | ------------------------------------- |
| 2018                                  | Московський міжнародний кінофестиваль    | «Золотий Святий Георгій»              | Клер Мак-Карті                        | Номінація                             |                                       |
| 2018                                  | Міжнародний кінофестиваль у Палм-Спрінгз | Найкращий режисер                     | Клер Мак-Карті                        | Перемога                              |                                       |